# Romainmôtier-Envy
Romainmôtier-Envy – miejscowość i gmina (commune) w zachodniej Szwajcarii, w kantonie Vaud, w okręgu (district) Jura-Nord vaudois. Leży nad rzeką Nozon. 

## Demografia
W Romainmôtier-Envy mieszka 559 osób. W 2021 roku 14,1% populacji gminy stanowiły osoby urodzone poza Szwajcarią.

## Transport
Przez teren gminy przebiegają drogi główne nr 9 i nr 130. 